# Acciai grado SAE
Acciai grado SAE (SAE steel grades) è una classificazione della Society of Automotive Engineers (SAE) che designa gli acciai con una sigla a quattro cifre che rappresentano la composizione chimica standard per acciai. L'American Iron and Steel Institute (AISI) iniziò un lavoro simile. Una lettera è usata come prefisso per denotare il procedimento di fabbricazione. Il prefisso "C" denota Forno Martin-Siemens, Forno elettrico ad arco o Processo LD, mentre la lettera "E" denota Forno elettrico ad arco. Prima del 1995 la AISI fu coinvolta, e lo standard chiamato AISI/SAE steel grades. AISI fermò la collaborazione, nessuno standard fu mai pubblicato da parte sua.

## Acciai al carbonio
Le quattro cifre indicano: l'elemento principale, l'elemento secondario e la percentuale di Carbonio, riferita al peso, moltiplicata per 100. Ad esempio, l'acciaio 1060 è al Carbonio con 0.60% di C.
Una lettera "H" in suffisso può essere aggiunta per designare la durezza; può essere definita con la prova di Jominy.
| Designazione SAE | Tipo                            |
| ---------------- | ------------------------------- |
| 1xxx             | Carbon steels                   |
| 2xxx             | Nickel steels                   |
| 3xxx             | Nickel-chromium steels          |
| 4xxx             | Molybdenum steels               |
| 5xxx             | Chromium steels                 |
| 6xxx             | Chromium-vanadium steels        |
| 7xxx             | Tungsten steels                 |
| 8xxx             | Nickel-chromium-vanadium steels |
| 9xxx             | Silicon-manganese steels        |

| Designazione SAE                      | Tipo                                                             |
| Carbon steels                         | Carbon steels                                                    |
| ------------------------------------- | ---------------------------------------------------------------- |
| 10xx                                  | Plain carbon (Mn 1.00% max)                                      |
| 11xx                                  | Resulfurized                                                     |
| 12xx                                  | Resulfurized and rephosphorized                                  |
| 15xx                                  | Plain carbon (Mn 1.00% to 1.65%)                                 |
| Manganese steels                      |                                                                  |
| 13xx                                  | Mn 1.75%                                                         |
| Nickel steels                         |                                                                  |
| 23xx                                  | Ni 3.50%                                                         |
| 25xx                                  | Ni 5.00%                                                         |
| Nickel-chromium steels                |                                                                  |
| 31xx                                  | Ni 1.25%, Cr 0.65% or 0.80%                                      |
| 32xx                                  | Ni 1.25%, Cr 1.07%                                               |
| 33xx                                  | Ni 3.50%, Cr 1.50% or 1.57%                                      |
| 34xx                                  | Ni 3.00%, Cr 0.77%                                               |
| Molybdenum steels                     |                                                                  |
| 40xx                                  | Mo 0.20% or 0.25% or 0.25% Mo & 0.042 S                          |
| 44xx                                  | Mo 0.40% or 0.52%                                                |
| Chromium-molybdenum (Chromoly) steels |                                                                  |
| 41xx                                  | Cr 0.50% or 0.80% or 0.95%, Mo 0.12% or 0.20% or 0.25% or 0.30%  |
| Nickel-chromium-molybdenum steels     |                                                                  |
| 43xx                                  | Ni 1.82%, Cr 0.50% to 0.80%, Mo 0.25%                            |
| 43BVxx                                | Ni 1.82%, Cr 0.50%, Mo 0.12% or 0.35%, V 0.03% min               |
| 47xx                                  | Ni 1.05%, Cr 0.45%, Mo 0.20% or 0.35%                            |
| 81xx                                  | Ni 0.30%, Cr 0.40%, Mo 0.12%                                     |
| 81Bxx                                 | Ni 0.30%, Cr 0.45%, Mo 0.12%                                     |
| 86xx                                  | Ni 0.55%, Cr 0.50%, Mo 0.20%                                     |
| 87xx                                  | Ni 0.55%, Cr 0.50%, Mo 0.25%                                     |
| 88xx                                  | Ni 0.55%, Cr 0.50%, Mo 0.35%                                     |
| 93xx                                  | Ni 3.25%, Cr 1.20%, Mo 0.12%                                     |
| 94xx                                  | Ni 0.45%, Cr 0.40%, Mo 0.12%                                     |
| 97xx                                  | Ni 0.55%, Cr 0.20%, Mo 0.20%                                     |
| 98xx                                  | Ni 1.00%, Cr 0.80%, Mo 0.25%                                     |
| Nickel-molybdenum steels              |                                                                  |
| 46xx                                  | Ni 0.85% or 1.82%, Mo 0.20% or 0.25%                             |
| 48xx                                  | Ni 3.50%, Mo 0.25%                                               |
| Chromium steels                       |                                                                  |
| 50xx                                  | Cr 0.27% or 0.40% or 0.50% or 0.65%                              |
| 50xxx                                 | Cr 0.50%, C 1.00% min                                            |
| 50Bxx                                 | Cr 0.28% or 0.50%                                                |
| 51xx                                  | Cr 0.80% or 0.87% or 0.92% or 1.00% or 1.05%                     |
| 51xxx                                 | Cr 1.02%, C 1.00% min                                            |
| 51Bxx                                 | Cr 0.80%                                                         |
| 52xxx                                 | Cr 1.45%, C 1.00% min                                            |
| Chromium-vanadium steels              |                                                                  |
| 61xx                                  | Cr 0.60% or 0.80% or 0.95%, V 0.10% or 0.15% min                 |
| Tungsten-chromium steels              |                                                                  |
| 72xx                                  | W 1.75%, Cr 0.75%                                                |
| Silicon-manganese steels              |                                                                  |
| 92xx                                  | Si 1.40% or 2.00%, Mn 0.65% or 0.82% or 0.85%, Cr 0.00% or 0.65% |
| High-strength low-alloy steels        |                                                                  |
| 9xx                                   | Various SAE grades                                               |
| xxBxx                                 | Boron steels                                                     |
| xxLxx                                 | Leaded steels                                                    |

## Acciai inossidabili
- Type 102—austenitico per impieghi generali
- 200 Series—austenitico chromium-nickel-manganese alloys
  - Type 201—austenitico per indurimento a lavorazione a caldo
  - Type 202—austenitico impieghi generali
- 300 Series—austenitico chromium-nickel alloys
  - Type 301—duttile, per stampaggio. Buona durezza e saldabilità. Meglio del 304.
  - Type 302—stessa resistenza alla corrosione del 304, con più resistenza a fatica.
  - Type 303—versione lavorabile del 304. Chiamato "A1" in accordo con ISO 3506.[6]
  - Type 304—il più comune; il classico 18/8. "A2 stainless steel", in accordo con ISO 3506.[6]
  - Type 304L—come il 304 ma saldabile.
  - Type 304LN—come il 304L ma più resistente alla fatica.
  - Type 308—usato come filler in saldatura del 304.
  - Type 309—miglior resistenza alle temperature elevate del 304, usato come filler assieme all'inconel.
  - Type 316 o Marine grade stainless—è il secondo tipo più comune (dopo il 304); per usi alimentari e bioingegneria (strumenti chirurgici); lega addizionata di molibdeno, previene forme specifiche di corrosione. È conosciuto anche come "marine grade stainless steel" data la resistenza elevata alla salinità, rispetto all'AISI 304. È spesso usato in ingegneria nucleare. Il 316L è un acciaio con basso tenore di carbonio rispetto al 316, generalmente usato in orologeria e applicazioni marine, nella fabbricazione di serbatoi ad alta pressione per centrali nucleari. Designato come "A4" in accordo con la norma ISO 3506[6]. Il tipo 316Ti include Titanio per la resistenza al calore.
  - Type 321—similare al 304 ma più resistente al calore con l'aggiunta di titanio.
  - Type 347— con aggiunta di niobio per la saldabilità.
- 400 Series—lega al cromo, ferritico e martensitico.
  - Type 405—ferritico per saldatura.
  - Type 408—resistente al calore; bassa resistenza alla corrosione; 11% cromo, 8% nichel.
  - Type 409—economico; usato in automotive, marmitte catalitiche; ferritico (ferro/cromo solamente).
  - Type 410—martensitico (alta resistenza/cromo). piegabilità ma scarsa resistenza alla corrosione.
  - Type 416—facilmente lavorabile, data l'aggiunta di zolfo.
  - Type 420—martensitico da tranciatura; similare all'originale Brearley. Eccellente lucidabilità.
  - Type 430—decorativo, automotive trim; ferritico. Bassa resistenza alla temperatura e corrosione.
  - Type 439—ferritico, versione del 409 usata per catalizzatori. Aggiunta di cromo per resistenza alle alte temperature e alla ossidazione.
  - Type 440—più carbonio per miglior tranciabilità, può essere indurito fino a 58 Rockwell, facendone uno dei più duri tra gli inossidabili. Dato il basso costo, molte armi bianche da taglio e da punta sono fatte di 440. Disponibile in quattro gradi: 440A, 440B, 440Carbonio e 440F (free machinable). 440A, con minor percentuale di carbonio, è il più inossidabile; 440C è il più duro e usualmente utilizzato per la fabbricazione di coltelli, eccetto per quelli marini.
  - Type 446—Temperature elevate di servizio.
- 500 Series—lega al cromo ad alta resistenza termica.
- 600 Series—martensitico per indurimento per precipitazione.
  - 601 al 604: Martensitico low-alloy.
  - 610 al 613: Martensitico da indurimento.
  - 614 al 619: Martensitico al cromo.
  - 630 al 635: Semiaustenitico e martensitico per indurimento per precipitazione.
    - Type 630 è il più comune inox PH, conosciuto come 17-4; 17% cromo, 4% nichel.

  - 650 al 653: Austenitico indurito con cicli caldo/freddo.
  - 660 al 665: Austenitico superalloy; tutti tranne il grado 661 sono induriti con precipitazione in seconda fase.
- Type 2205—il più usato duplex (ferritico/austenitico). Buona resistenza meccanica e alla corrosione.
- Type 2304—lean duplex. Similare al 2205 per resistenza meccanica ma meno alla corrosione (low Molybdenum).

| Designazione SAE                      | Designazione UNS | % Cr        | % Ni        | % C         | % Mn        | % Si        | % P         | % S         | % N         | Altro                                                 |
| Austenitico                           | Austenitico      | Austenitico | Austenitico | Austenitico | Austenitico | Austenitico | Austenitico | Austenitico | Austenitico | Austenitico                                           |
| ------------------------------------- | ---------------- | ----------- | ----------- | ----------- | ----------- | ----------- | ----------- | ----------- | ----------- | ----------------------------------------------------- |
| 201                                   | S20100           | 16–18       | 3.5–5.5     | 0.15        | 5.5–7.5     | 0.75        | 0.06        | 0.03        | 0.25        | -                                                     |
| 202                                   | S20200           | 17–19       | 4–6         | 0.15        | 7.5–10.0    | 0.75        | 0.06        | 0.03        | 0.25        | -                                                     |
| 205                                   | S20500           | 16.5–18     | 1–1.75      | 0.12–0.25   | 14–15.5     | 0.75        | 0.06        | 0.03        | 0.32–0.40   | -                                                     |
| 254                                   | S31254           | 20          | 18          | 0.02 max    | -           | -           | -           | -           | 0.20        | 6 Mo; 0.75 Cu; "Super austenitic"; All values nominal |
| 301                                   | S30100           | 16–18       | 6–8         | 0.15        | 2           | 0.75        | 0.045       | 0.03        | -           | -                                                     |
| 302                                   | S30200           | 17–19       | 8–10        | 0.15        | 2           | 0.75        | 0.045       | 0.03        | 0.1         | -                                                     |
| 302B                                  | S30215           | 17–19       | 8–10        | 0.15        | 2           | 2.0–3.0     | 0.045       | 0.03        | -           | -                                                     |
| 303                                   | S30300           | 17–19       | 8–10        | 0.15        | 2           | 1           | 0.2         | 0.15 min    | -           | Mo 0.60 (optional)                                    |
| 303Se                                 | S30323           | 17–19       | 8–10        | 0.15        | 2           | 1           | 0.2         | 0.06        | -           | 0.15 Se min                                           |
| 304                                   | S30400           | 18–20       | 8–10.50     | 0.08        | 2           | 0.75        | 0.045       | 0.03        | 0.1         | -                                                     |
| 304L                                  | S30403           | 18–20       | 8–12        | 0.03        | 2           | 0.75        | 0.045       | 0.03        | 0.1         | -                                                     |
| 304Cu                                 | S30430           | 17–19       | 8–10        | 0.08        | 2           | 0.75        | 0.045       | 0.03        | -           | 3–4 Cu                                                |
| 304N                                  | S30451           | 18–20       | 8–10.50     | 0.08        | 2           | 0.75        | 0.045       | 0.03        | 0.10–0.16   | -                                                     |
| 305                                   | S30500           | 17–19       | 10.50–13    | 0.12        | 2           | 0.75        | 0.045       | 0.03        | -           | -                                                     |
| 308                                   | S30800           | 19–21       | 10–12       | 0.08        | 2           | 1           | 0.045       | 0.03        | -           | -                                                     |
| 309                                   | S30900           | 22–24       | 12–15       | 0.2         | 2           | 1           | 0.045       | 0.03        | -           | -                                                     |
| 309S                                  | S30908           | 22–24       | 12–15       | 0.08        | 2           | 1           | 0.045       | 0.03        | -           | -                                                     |
| 310                                   | S31000           | 24–26       | 19–22       | 0.25        | 2           | 1.5         | 0.045       | 0.03        | -           | -                                                     |
| 310S                                  | S31008           | 24–26       | 19–22       | 0.08        | 2           | 1.5         | 0.045       | 0.03        | -           | -                                                     |
| 314                                   | S31400           | 23–26       | 19–22       | 0.25        | 2           | 1.5–3.0     | 0.045       | 0.03        | -           | -                                                     |
| 316                                   | S31600           | 16–18       | 10–14       | 0.08        | 2           | 0.75        | 0.045       | 0.03        | 0.10        | 2.0–3.0 Mo                                            |
| 316L                                  | S31603           | 16–18       | 10–14       | 0.03        | 2           | 0.75        | 0.045       | 0.03        | 0.10        | 2.0–3.0 Mo                                            |
| 316F                                  | S31620           | 16–18       | 10–14       | 0.08        | 2           | 1           | 0.2         | 0.10 min    | -           | 1.75–2.50 Mo                                          |
| 316N                                  | S31651           | 16–18       | 10–14       | 0.08        | 2           | 0.75        | 0.045       | 0.03        | 0.10–0.16   | 2.0–3.0 Mo                                            |
| 317                                   | S31700           | 18–20       | 11–15       | 0.08        | 2           | 0.75        | 0.045       | 0.03        | 0.10 max    | 3.0–4.0 Mo                                            |
| 317L                                  | S31703           | 18–20       | 11–15       | 0.03        | 2           | 0.75        | 0.045       | 0.03        | 0.10 max    | 3.0–4.0 Mo                                            |
| 321                                   | S32100           | 17–19       | 9–12        | 0.08        | 2           | 0.75        | 0.045       | 0.03        | 0.10 max    | Ti 5(C+N) min, 0.70 max                               |
| 329                                   | S32900           | 23–28       | 2.5–5       | 0.08        | 2           | 0.75        | 0.04        | 0.03        | -           | 1–2 Mo                                                |
| 330                                   | N08330           | 17–20       | 34–37       | 0.08        | 2           | 0.75–1.50   | 0.04        | 0.03        | -           | -                                                     |
| 347                                   | S34700           | 17–19       | 9–13        | 0.08        | 2           | 0.75        | 0.045       | 0.030       | -           | Nb + Ta, 10 x C min, 1 max                            |
| 348                                   | S34800           | 17–19       | 9–13        | 0.08        | 2           | 0.75        | 0.045       | 0.030       | -           | Nb + Ta, 10 x C min, 1 max, but 0.10 Ta max; 0.20 Ca  |
| 384                                   | S38400           | 15–17       | 17–19       | 0.08        | 2           | 1           | 0.045       | 0.03        | -           | -                                                     |
| Designazione SAE                      | Designazione UNS | % Cr        | % Ni        | % C         | % Mn        | % Si        | % P         | % S         | % N         | Altro                                                 |
| Ferritico                             |                  |             |             |             |             |             |             |             |             |                                                       |
| 405                                   | S40500           | 11.5–14.5   | -           | 0.08        | 1           | 1           | 0.04        | 0.03        | -           | 0.1–0.3 Al, 0.60 max                                  |
| 409                                   | S40900           | 10.5–11.75  | 0.05        | 0.08        | 1           | 1           | 0.045       | 0.03        | -           | Ti 6 x C, but 0.75 max                                |
| 429                                   | S42900           | 14–16       | 0.75        | 0.12        | 1           | 1           | 0.04        | 0.03        | -           | -                                                     |
| 430                                   | S43000           | 16–18       | 0.75        | 0.12        | 1           | 1           | 0.04        | 0.03        | -           | -                                                     |
| 430F                                  | S43020           | 16–18       | -           | 0.12        | 1.25        | 1           | 0.06        | 0.15 min    | -           | 0.60 Mo (optional)                                    |
| 430FSe                                | S43023           | 16–18       | -           | 0.12        | 1.25        | 1           | 0.06        | 0.06        | -           | 0.15 Se min                                           |
| 434                                   | S43400           | 16–18       | -           | 0.12        | 1           | 1           | 0.04        | 0.03        | -           | 0.75–1.25 Mo                                          |
| 436                                   | S43600           | 16–18       | -           | 0.12        | 1           | 1           | 0.04        | 0.03        | -           | 0.75–1.25 Mo; Nb+Ta 5 x C min, 0.70 max               |
| 442                                   | S44200           | 18–23       | -           | 0.2         | 1           | 1           | 0.04        | 0.03        | -           | -                                                     |
| 446                                   | S44600           | 23–27       | 0.25        | 0.2         | 1.5         | 1           | 0.04        | 0.03        | -           | -                                                     |
| Designazione SAE                      | Designazione UNS | % Cr        | % Ni        | % C         | % Mn        | % Si        | % P         | % S         | % N         | Altro                                                 |
| Martensitico                          |                  |             |             |             |             |             |             |             |             |                                                       |
| 403                                   | S40300           | 11.5–13.0   | 0.60        | 0.15        | 1           | 0.5         | 0.04        | 0.03        | -           | -                                                     |
| 410                                   | S41000           | 11.5–13.5   | 0.75        | 0.15        | 1           | 1           | 0.04        | 0.03        | -           | -                                                     |
| 414                                   | S41400           | 11.5–13.5   | 1.25–2.50   | 0.15        | 1           | 1           | 0.04        | 0.03        | -           | -                                                     |
| 416                                   | S41600           | 12–14       | -           | 0.15        | 1.25        | 1           | 0.06        | 0.15 min    | -           | 0.060 Mo (optional)                                   |
| 416Se                                 | S41623           | 12–14       | -           | 0.15        | 1.25        | 1           | 0.06        | 0.06        | -           | 0.15 Se min                                           |
| 420                                   | S42000           | 12–14       | -           | 0.15 min    | 1           | 1           | 0.04        | 0.03        | -           | -                                                     |
| 420F                                  | S42020           | 12–14       | -           | 0.15 min    | 1.25        | 1           | 0.06        | 0.15 min    | -           | 0.60 Mo max (optional)                                |
| 422                                   | S42200           | 11.0–12.5   | 0.50–1.0    | 0.20–0.25   | 0.5–1.0     | 0.5         | 0.025       | 0.025       | -           | 0.90–1.25 Mo; 0.20–0.30 V; 0.90–1.25 W                |
| 431                                   | S41623           | 15–17       | 1.25–2.50   | 0.2         | 1           | 1           | 0.04        | 0.03        | -           | -                                                     |
| 440A                                  | S44002           | 16–18       | -           | 0.60–0.75   | 1           | 1           | 0.04        | 0.03        | -           | 0.75 Mo                                               |
| 440B                                  | S44003           | 16–18       | -           | 0.75–0.95   | 1           | 1           | 0.04        | 0.03        | -           | 0.75 Mo                                               |
| 440C                                  | S44004           | 16–18       | -           | 0.95–1.20   | 1           | 1           | 0.04        | 0.03        | -           | 0.75 Mo                                               |
| Designazione SAE                      | Designazione UNS | % Cr        | % Ni        | % C         | % Mn        | % Si        | % P         | % S         | % N         | Altro                                                 |
| Resistente al calore                  |                  |             |             |             |             |             |             |             |             |                                                       |
| 501                                   | S50100           | 4–6         | -           | 0.10 min    | 1           | 1           | 0.04        | 0.03        | -           | 0.40–0.65 Mo                                          |
| 502                                   | S50200           | 4–6         | -           | 0.1         | 1           | 1           | 0.04        | 0.03        | -           | 0.40–0.65 Mo                                          |
| Duplex                                |                  |             |             |             |             |             |             |             |             |                                                       |
| 2205                                  | S31803 S32205    | 22          | 5           | 0.03 max    | -           | -           | -           | -           | 0.15        | 3 Mo; All values nominal                              |
| 2304                                  | S32304           | 23          | 4           | 0.03 max    | -           | 1.00 max    | 0.04 max    | 0.04 max    | 0.15        | 0.10-0.60 Mo                                          |
| Super duplex                          |                  |             |             |             |             |             |             |             |             |                                                       |
| 2507                                  | S32750           | 25          | 7           | 0.03 max    | -           | -           | -           | -           | 0.28        | 4 Mo; All values nominal                              |
| Durezza a precipitazione martensitica |                  |             |             |             |             |             |             |             |             |                                                       |
| 630                                   | S17400           | 15-17       | 3-5         | 0.07        | 1           | 1           | 0.04        | 0.03        | -           | Cu 3-5, Ta 0.15-0.45                                  |